# 埃布勒伊
埃布勒伊（法語：Ébreuil，法語發音：[ebʁœj]）是法国阿列省的一个市镇，位于该省南部，属于维希区。

## 地理
埃布勒伊（46°6'56"N, 3°5'12"E）面积23.22 平方千米，位于法国奥弗涅-罗讷-阿尔卑斯大区阿列省，该省份为法国中部省份，北起涅夫勒省、西北接谢尔省，西南至克勒兹省，南至多姆山省，东南临卢瓦尔省，东临索恩-卢瓦尔省。
与埃布勒伊接壤的市镇（或旧市镇、城区）包括：贝格、舒维尼、加纳、拉利佐勒、圣博内德罗什福尔、叙萨、维克、尚村、锡乌勒河畔圣坎坦。

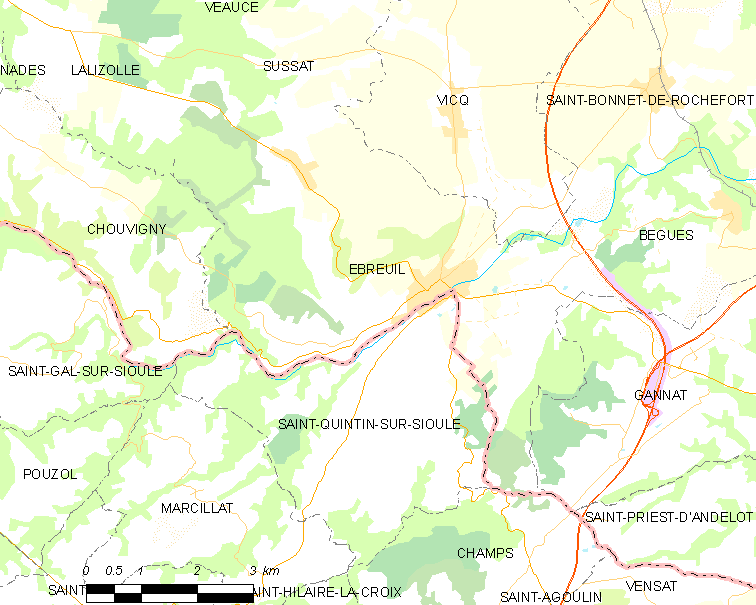
埃布勒伊的OSM定位图

埃布勒伊的时区为UTC+01:00、UTC+02:00（夏令时）。

## 行政
埃布勒伊的邮政编码为03450，INSEE市镇编码为03107。

## 政治
埃布勒伊所属的省级选区为加纳县。

## 人口

1962-2008年间埃布勒伊人口变化图示

埃布勒伊于2022年1月1日时的人口数量为1292人。